# Sierra de Aubenç y Roc de Cogul
La Sierra de Aubenç y Roc de Cogul (en catalán Serra d'Aubenç i Roc de Cogul) es un Lugar de Importancia Comunitaria situado en la provincia de Lérida, Comunidad Autónoma de Cataluña, España. Es una sierra situada en el municipio de Peramola en la comarca del Alto Urgel, con una elevación máxima de 1610 metros en la cima de El Coscollet. El Espacio Natural de la Sierra de Aubenç y Roc de Cogul fue protegido en 1992 por el Plan de Espacios de Interés Natural (PEIN) de la Generalidad de Cataluña mediante el Decreto 328/1992. Posteriormente, fue declarado como LIC en 1997, ZEPA en 2005 y ampliado como espacio Natura 2000 mediante el Acuerdo 112/2006, de 5 de septiembre, que aprueba la red Natura 2000 en Cataluña.
Es un Espacio del Prepirineo occidental de relieve espectacular y abrupto, que determina una de las avanzadas meridionales más interesantes de los elementos pirenaicos. Tiene un gran interés biogeográfico y una gran diversidad de comunidades vegetales mediterráneas y eurosiberianas, además de algunas comunidades de lugares especiales. De la flora hay que remarcar la presencia de numerosas especies eurosiberianas, bastante raras en Cataluña. En cuanto a la fauna, hay que remarcar especies de fauna propias de las sierras prepirenaicas centrales en el valle del río Segre, incluyendo grandes rapaces rupícolas.

## Medio físico
La sierra de Aubenç forma una unidad orográfica orientada noreste y suroeste, con una notable disimetría en sus vertientes, lo que ofrece contrastes bien marcados. El Espacio cuenta, además, con un geotopo catalogado de interés: el anticlinal de Oliana.

## Aspectos socioeconómicos
La silvicultura y la ganadería son unos de los principales usos de este Espacio. No contiene infraestructuras, pero sí alguna pista forestal de desembosque.
- Catálogo de utilidad pública: El 12,80% de la superficie figura en el Catálogo de Montes de Utilidad Pública o tiene algún tipo de convenio con ayuntamientos y particulares.

Usos del suelo
- Bosques - 54,75%
- Vegetación arbustiva y herbácea - 31,32%
- Rocas, glaciares, cuevas - 6,23%
- Tierras agrícolas y áreas antrópicas - 4,36%
- Aguas continentales - 3,33% [3]

## Biodiversidad
La función principal de los espacios naturales protegidos de Cataluña es conservar muestras representativas de la fauna, la flora y los hábitats propios del territorio, de forma que se puedan desarrollar los procesos ecológicos que dan lugar a la biodiversidad -la amplia variedad de ecosistemas y seres vivos: animales, plantas, sus hábitats y sus genes-.
Es relevante para la diversidad de comunidades vegetales mediterráneas y eurosiberianas existentes, especialmente en cuanto a flora y la presencia de numerosas especies eurosiberianas, bastante raras en Cataluña. Están presentes algunas especies de fauna propias de las sierras prepirenaicas centrales en el valle del río Segre.

## Vegetación y flora
La vertiente meridional, muy abrupta y rota por varios riscos, está dominada por los paisajes mediterráneos, mientras que la vertiente septentrional, que baja mucho más suave hacia el valle de Valldarques, recibe una importante influencia eurosiberiana e incluso, subalpina. En las umbrías cabe señalar los robledales de roble de hoja pequeña y roble pubescente, respectivamente), los pinares boreales de pino rojo y, muy localizado, el hayedo con boj, así como una población dispersa de abetos (Abies alba).
Del mismo modo que en la sierra del Montsec, sobresalen por su interés algunas comunidades permanentes de lugares especiales, como los matorrales de Erinacea anthyllis, propios de las crestas, los poblamientos de gayuba o los poblamientos rupícolas de las rocas calcáreas. Todavía se encuentran algunas comunidades como los prados del Aphyllanthion, los pastos del Mesobromion  o comunidades de afinidad subalpina, muy localizadas, como el Ranunculo-Sesleríetum, entre muchas otras.

### Fauna
El interés faunístico de este Espacio radica en el hecho de conservar una comunidad representativa de las sierras prepirenaicas centrales en el valle del río Segre, con especies interesantes, como el milano negro (Milvus migrans), el halcón abejero (Pernis apivorus ), el cernícalo común (Falco tinnunculus), el águila culebrera (Circaetus gallicus), el alimoche (Neophron percnopterus), el quebrantahuesos (Gypaetus barbatus) y el buitre leonado (Gyps fulvus), entre otras rapaces. Otras especies de gran interés son el urogallo (Tetrao urogallus), el pito negro (Dryocopus martius), el lirón gris (Glis glis) y la Musaraña tricolor (Sorex coronatus). En cuanto a la fauna invertebrada, algunas especies raras de heterópteros encuentran su límite meridional en la sierra de Aubenç. Asimismo, también se presentan los interesantes cerambícidos Cerambyx cerdo y Lucanus cervus.

## Vulnerabilidad natural
Este Espacio contiene algunos puntos de cierto riesgo geológico de cornisas, con caídas de bloques de poca o gran magnitud. Por otra parte, las comunidades y especies eurosiberianas, subalpinas y orófitos, que se encuentran al límite de su área de distribución, son vulnerables a las alteraciones.